# Train to Busan
Train to Busan (부산행?, BusanhaengLR) è un film del 2016 diretto da Yeon Sang-ho.
Zombie-movie acclamato dalla critica, Train to Busan ha incassato 85 milioni di dollari in Corea del Sud, diventando uno dei più grandi incassi di sempre in patria.

## Trama
Un virus di origine ignota che trasforma le persone in zombi si diffonde rapidamente in Corea del Sud, costringendo il governo a mettere in atto una legge marziale.
Seok-woo è un agente di borsa, dedito al lavoro e divorziato che vive con la piccola figlia Soo-an. Come regalo di compleanno, Soo-an gli chiede di portarla a Busan, per incontrare la madre. Salgono su un treno della Korea Train Express, sul quale si trovano anche l'operaio Sang-hwa e sua moglie incinta Seong-kyeong, una squadra liceale di baseball (tra cui Yong-guk e la cheerleader Jin-hee), il ricco ed egoista amministratore delegato Yon-suk, le anziane sorelle In-gil e Jong-gil e un senzatetto traumatizzato dopo aver assistito ad un attacco di zombi. Poco prima che il treno parta, una giovane donna sale di corsa a bordo senza che il controllore se ne accorga, e inizia ad avere forti convulsioni a causa di un morso sulla gamba; in breve tempo diventa una zombi e attacca un'assistente del treno, diffondendo rapidamente l'infezione.
Dopo che diversi passeggeri riescono a fuggire, Sang-hwa barrica la porta essendosi reso conto che gli zombi non riescono ad aprirla; poiché gli zombi si agitano alla vista delle persone, Seong-kyeong copre il vetro con fogli di giornale, impedendo agli zombi di vedere oltre la porta. Il macchinista avvisa che il treno devierà verso la stazione di Daejeon, presidiata dalla polizia, dove tutti i passeggeri verranno messi in quarantena; Seok-woo chiama un generale di sua conoscenza per fare in modo che né lui né sua figlia debbano andarci. Quando il treno si ferma a Daejeon, Seok-woo, Soo-an si dirigono verso un'uscita alternativa, seguiti dal senzatetto. Gli altri passeggeri, arrivati all'uscita della stazione, scoprono che la polizia è stata infettata e cercano di mettersi in salvo tornando di corsa sul treno. Nel caos che ne consegue, il gruppo si separa.
Soo-an, Seong-kyeong, In-gil e il senzatetto riescono a trovare un riparo. Il macchinista fa ripartire il treno verso Busan, l'unica città che ha debellato con successo l'epidemia, rimanendo l'unico faro di speranza per coloro che non sono ancora stati infettati. Seok-woo, Sang-hwa e Yong-guk si fanno strada tra gli zombi per salvare Soo-an, In-gil e Seong-kyeong, e nel mentre scoprono che gli zombi non possono vedere le persone al buio, reagendo solo agli stimoli sonori. Sfruttando questo vantaggio, li salvano e si dirigono insieme negli scompartimenti anteriori sperando di riunirsi agli altri sopravvissuti.
In questo gruppo c'è anche Yon-suk, che istiga gli altri a non fare entrare Seok-woo e gli altri dato che saranno sicuramente infetti. Mentre Seok-woo, aiutato da Yong-guk cerca in tutti i modi di entrare nel vagone dei sopravvissuti, dall'altra parte Sang-hwa cerca di fermare l'orda degli zombi, anche se viene morso da uno di loro, sperando che la giovane moglie riesca a mettersi in salvo. Il gruppo riesce alla fine a passare tranne l'anziana In-gil troppo debole per correre, che non ha voluto mettere in pericolo il gruppo.
Yon-Suk continua a sostenere che il gruppo guidato da Seok-woo sia infetto e obbliga tutti a trasferirsi nel vestibolo più avanti, questa volta seguiti anche da Jin-hee, la fidanzata di Yong-guk. La porta del vestibolo viene bloccata e poco dopo Jong-gil, che ha osservato la sorella divenuta una zombi, infuriata con Yon-suk e incapace di accettare il suo destino, apre la porta permettendo all'orda di zombi di infettare tutti i passeggeri sopravvissuti nel vano principale.
Il treno viene bloccato alla stazione ferroviaria di Daegu, il macchinista avvisa i passeggeri che avrebbe messo in moto una locomotiva con la quale avrebbero raggiunto Busan. I sopravvissuti devono però superare i binari dove sostano altri treni, carichi di gente infetta. Seok-woo, Seong-kyeong, Soo-an e il senzatetto si separano da Yong-guk e Jin-hee. Seok-woo riceve una telefonata dal suo analista, il quale gli confessa che il virus era un progetto sfuggito dai laboratori della YT Biotech, società alla quale lo stesso Seok-woo era in qualche modo legato, e che non aveva ricevuto adeguate misure di sicurezza. Yon-suk, che è sopravvissuto insieme ad un assistente del treno, riesce a fuggire spingendo l'assistente tra gli zombi.
Dopo essere entrato nel treno in cui si nascondono Yong-guk e Jin-hee, Yon-suk getta la ragazza verso l'apertura, cosicché ella viene morsa da uno zombi. Con il cuore spezzato, Yong-guk rimane accanto a Jin-hee, finché non viene morso dalla stessa. Il macchinista, nel tentativo di aiutare Yon-suk, soccombe. Un treno in corsa si schianta contro il treno infettato, intrappolando i quattro superstiti. Il senzatetto si sacrifica in modo che Soo-an e Seong-kyeong possano sfuggire con Seok-woo e raggiungere la locomotiva già partita e salvarsi quindi dall'orda di zombie che li insegue.
Sulla locomotiva era già salito anche un infetto Yon-suk, che attacca Seok-woo mordendolo ad una mano, prima di essere gettato dal treno. Seok-woo, resosi conto della gravità della ferita, porta Soo-an e Seong-kyeong all'interno della sala macchine, mostra alla donna come frenare il motore, infine dà l'addio a sua figlia. Uscito dalla sala, durante il mutamento, Seok-woo si ricorda della prima volta in cui tenne in braccio la figlia neonata, poi si lascia cadere dalla parte posteriore della locomotiva.
Mentre si avvicinano a Busan, Soo-an e Seong-kyeong sono costrette a fermarsi ad un posto di blocco e a camminare attraverso un tunnel. Dall'altro lato ci sono dei soldati che difendono il perimetro contro gli zombi. Incapaci di distinguere chiaramente le due figure nel buio, i soldati si preparano a sparare ad entrambe. Poco prima che il grilletto venga premuto, i soldati sentono vagamente Soo-an cantare fra le lacrime Aloha 'Oe, la stessa canzone che aveva portato ad una recita scolastica e che non era riuscita a terminare perché il padre non era presente. Rendendosi conto che sono sopravvissute, i soldati mandano dei rinforzi per soccorrerle.

## Distribuzione
In Italia è uscito in home video il 12 ottobre 2017, in allegato al prequel Seoul Station, e trasmesso in prima visione assoluta su Rai 4 l'11 dicembre 2017 e continua ad essere in palinsesto nelle ore notturne.

## Accoglienza

### Critica
Su Rotten Tomatoes il film ha indice di gradimento del 95% basato su 82 pareri professionali, con un voto medio di 7,6 su 10. Su Metacritic ha un voto medio di 72 su 100 basato su 15 recensioni.

### Incassi
Il film ha incassato $2.129.768 negli Stati Uniti e $85.417.750 nel resto del mondo, per un totale di $87.547.518. Il 7 agosto 2016 la pellicola ha raggiunto la soglia di 10 milioni di spettatori, diventando il primo film coreano dell'anno per pubblico.

## Prequel, sequel e remake

### Prequel e sequel
Un mese dopo l'uscita del film è stato distribuito il prequel animato Seoul Station, mentre nel 2020 esce il sequel Peninsula, entrambi diretti sempre da Yeon Sang-ho.

### Remake
James Wan aveva in mente di ricreare un remake del film, la compagnia New Line Cinema riesce a battere Universal Pictures, Paramount Pictures, Lionsgate Films e Screen Gems aggiudicandosi i diritti per il remake di Train to Busan. Il nome presumibilmente sarà Last Train to New York e verrà diretto da Timo Tjahjanto. Era prevista la distribuzione del film per il 21 aprile 2023, ma la Warner Bros. ha rimosso il film dal loro programma di rilascio.. Ad oggi non c'è ancora una data d'uscita.